# Orde d'Advocats de Tunísia
L'Orde d'Advocats de Tunísia és una organització sense ànim de lucre de Tunísia. Tots els advocats de Tunísia són membres de l'Orde, que no pertany a cap partit polític. La seu de l'Ordre es troba a Tunis. El Quartet de Diàleg Nacional de Tunísia, on l'Orde d'Advocats en forma part, va ser el guanyador del Premi Nobel de la Pau de 2015 pel seu paper en la revolució tunisiana. El juliol de 2015 Mohamed Fadhel Mahfoudh va ser nomenat president de l'Orde.